# Площа Героїв Майдану (Вінниця)
Площа Героїв Майдану розташована в центрі міста Вінниця на перехресті вулиць Магістратської та Театральної.
Рішенням Вінницької міської ради від 21 лютого 2014 року вирішено перейменувати площу Радянську на площу Героїв Майдану, щоб увіковічнити пам'ять загиблих героїв Майдану в Києві. За це рішення проголосували 45 з 50 депутатів ради .